# 鲁维亚诺
鲁维亚诺（義大利語：Ruviano），是意大利卡塞塔省的一个市镇。总面积24平方公里，人口1849人，人口密度77.0人/平方公里（2009年）。ISTAT代码为061073。